# Кленшан, Жюстен
Жюсте́н Кленша́н (фр. Justin Clinchant; 24 декабря 1820 — 20 марта 1881) — французский генерал.
Сражался в Алжире, отличился при штурме Малахова кургана, участвовал в итальянской и мексиканской компаниях. Во франко-прусскую войну Кленшан командовал бригадой 3-го армейского корпуса (Базена); после капитуляции Меца избежал плена и был назначен командующим корпусом, а затем заменил Бурбаки во главе восточной армии. Он пытался прорваться на запад, но Мантейфель преградил ему путь, и Кленшан с 90-тысячной армией был вынужден перейти швейцарскую границу. Принимал участие в усмирение коммуны, командуя корпусом. В 1879 назначен военным губернатором Парижа.
Награды:
- Орден Почётного легиона:
  - великий офицер (3 февраля 1875)
  - командор (5 ноября 1864)
  - офицер (14 сентября 1855)
  - кавалер (27 декабря 1854)
- Медаль в память об Итальянской кампании
- Медаль в память о Мексиканской экспедиции
- Орден Леопольда I, большой крест (Бельгия)
- Крымская медаль (Великобритания)
- Медаль «За воинскую доблесть» (Сардинское королевство)